# Де Йонг, Джордж
Джордж де Йонг (нидерл. George de Jong; родился в 1953 году, Алмело) — нидерландский волейбольный тренер. Выступал за сборную Нидерландов. Член совета директоров футбольного клуба «Де Графсхап». 
Отец футболистов Сима и Люка де Йонга.

## Карьера
С 1975 года де Йонг выступал за волейбольный клуб АБ «Гронинген/Ликюргюс» из Гронингена, кроме этого, он сыграл 35 игр за сборную Нидерландов. В 1982 году он переехал с женой в Швейцарию, так как намеревался стать играющим тренером в Цюрихе. Через год он стал тренировать молодёжную и основную команду «Leysin American School» в Лейзане. 
С 1984 по 1991 год он был главным тренером клуба «VBC Leysin», с которым завоевал шесть чемпионских титулов Швейцарии и столько же национальных кубков страны. С 1989 года он занимал должность технического директора Международной федерации волейбола. В 1994 году де Йонг ушёл в отставку, поскольку его отношения с президентом ФИВБ Рубеном Акостой был трудными. Вскоре с семьёй он вернулся в нидерландский Дутинхем, где стал директором Федерации конного спорта Нидерландов и членом Международной федерации конного спорта.
С сентября 2008 года Джордж являлся директором компании InnoSportNL.

## Достижения
- Чемпион Швейцарии (6): 
  - 1985, 1986, 1987, 1988, 1989, 1990
- Обладатель Кубка Швейцарии (6): 
  - 1985, 1987, 1988, 1989, 1990, 1991

## Личная жизнь
В 1976 году де Йонг получил образование в Академии физической культуры в Гронингене. В 1988 году он получил степень магистра в области спортивного менеджмента в городе Мобил, США. 
Джордж женат на бывшей волейболистке Луки Ратеринк, которая сыграла 90 матчей за сборную Нидерландов. Их старший сын Сим выступает за английский футбольный клуб «Ньюкасл Юнайтед», а младший Люк является игроком ПСВ из Эйндховена.